# Statistiques et records de l'AJ Auxerre
 (mai 2022).
 (mai 2022).
Si vous disposez d'ouvrages ou d'articles de référence ou si vous connaissez des sites web de qualité traitant du thème abordé ici, merci de compléter l'article en donnant les références utiles à sa vérifiabilité et en les liant à la section « Notes et références ».
Cet article détaille les statistiques et les records de l'Association de la jeunesse auxerroise.

## Statistiques

### Bilan de l'AJA en Coupe d'Europe
Bilan en Coupe d'Europe.
Mise à jour après le match Real Madrid - AJ Auxerre (8 décembre 2010 à Stade Santiago Bernabéu, Madrid).
L'AJA a disputé 128 matches en Coupe d'Europe (C1, C2, C3, Intertoto).  
| Coupe                                  | Matchs Joués | Victoires | Nuls | Défaites | Buts marqués | Buts encaissés |
| Ligue des champions                    | 24           | 9         | 2    | 13       | 19           | 31             |
| Coupe d'Europe des vainqueurs de Coupe | 6            | 2         | 2    | 2        | 9            | 7              |
| Coupe UEFA                             | 78           | 37        | 17   | 24       | 123          | 76             |
| Coupe Intertoto                        | 20           | 11        | 5    | 4        | 44           | 16             |
| TOTAL                                  | 108          | 48        | 21   | 39       | 151          | 114            |
| TOTAL 2*                               | 128          | 59        | 26   | 43       | 195          | 130            |

* Total 2 en incluant la Coupe Intertoto.

## Records
- Victoire à domicile en D1 : 7-0 contre l'Olympique lyonnais (1996-1997)[2]
- Victoire à l'extérieur en D1 : 0-5 contre l'AS Saint-Étienne (1995-1996)[3]
- Victoire à l'extérieur en D1 : 0-5 contre le Stade Rennais (2001-2002)[4]
- Victoire à domicile en D2 : 8-0 contre le FC Sète (1976-1977)[5]

## Auxerrois sélectionnés en phase finale des grandes compétitions internationales

### Coupe du monde de la FIFA
Douze auxerrois ont été sélectionnés en phase finale de coupe du monde. Le premier fut Szarmach en 1982 qui termina 3e. En 1986, Burcsa et Ferreri étaient dans le même groupe mais seul Ferreri joua lors du match France-Hongrie. En 1998, Charbonnier, Diomède et Guivarc'h furent sacrés champions du monde. Ce sont les trois seuls joueurs de l'AJA à avoir remporté le trophée. 
| Coupe du monde | Joueur             | Pays          | Parcours       | Nb de matchs | Nb de buts |
| 1982           | Andrzej Szarmach   | Pologne       | 3e             | 2            | 1          |
| 1986           | Jean-Marc Ferreri  | France        | 3e             | 4            | 1          |
| 1986           | Győző Burcsa       | Hongrie       | 1er tour       | 2            | 0          |
| 1990           | Enzo Scifo         | Belgique      | 1/8e de finale | 4            | 1          |
| 1998           | Lionel Charbonnier | France        | Vainqueur      | 0            | 0          |
| 1998           | Bernard Diomède    | France        | Vainqueur      | 3            | 0          |
| 1998           | Stéphane Guivarc'h | France        | Vainqueur      | 6            | 0          |
| 2002           | Djibril Cissé      | France        | 1er tour       | 3            | 0          |
| 2002           | Khalilou Fadiga    | Sénégal       | 1/4 de finale  | 4            | 1          |
| 2002           | Amdy Faye          | Sénégal       | 1/4 de finale  | 2            | 0          |
| 2006           | Kanga Akalé        | Côte d'Ivoire | 1er tour       | 3            | 0          |
| 2006           | Stéphane Grichting | Suisse        | 1/8e de finale | 1            | 0          |
| 2010           | Stéphane Grichting | Suisse        | 1er tour       | 3            | 0          |
| 2010           | Valter Birsa       | Slovénie      | 1er tour       | 3            | 1          |
| 2022           | Gideon Mensah      | Ghana         | Groupe         | 1            | 0          |

### Championnat d'Europe de football
| Euro | Joueur              | Pays     | Parcours      | Nb de matchs | Nb de buts |
| 1984 | Joël Bats           | France   | Vainqueur     | 5            | 0          |
| 1984 | Jean-Marc Ferreri   | France   | Vainqueur     | 2            | 0          |
| 1992 | Bruno Martini       | France   | 1er tour      | 3            | 0          |
| 1992 | Christophe Cocard   | France   | 1er tour      | 1            | 0          |
| 1992 | Pascal Vahirua      | France   | 1er tour      | 2            | 0          |
| 1996 | Laurent Blanc       | France   | Demi-finale   | 5            | 1          |
| 1996 | Sabri Lamouchi      | France   | Demi-finale   | 1            | 0          |
| 1996 | Corentin Martins    | France   | Demi-finale   | 0            | 0          |
| 2004 | Jean-Alain Boumsong | France   | 1/4 de finale | 1            | 0          |
| 2008 | Daniel Niculae      | Roumanie | 1er tour      | 3            | 0          |
| 2008 | Gabriel Tamas       | Roumanie | 1er tour      | 3            | 0          |
| 2008 | Stéphane Grichting  | Suisse   | 1er tour      | 1            | 0          |
| 2012 | Dariusz Dudka       | Pologne  | 1er tour      | 2            | 0          |

### Copa América
Pedro Reyes fut le premier joueur sud-américain à jouer pour l'AJA. Il fut donc le premier auxerrois à participer à la Copa América. À cette époque le Chili était emmené par le duo d'attaquant Zamorano-Salas. Reyes termina 4e en 1999 inscrivant deux buts en 1/4 de finale contre la Colombie.
| Copa América | Joueur      | Pays  | Parcours      | Nb de matchs | Nb de buts |
| 1999         | Pedro Reyes | Chili | 4e            | 5            | 2          |
| 2001         | Pedro Reyes | Chili | 1/4 de finale | 4            | 0          |

### Coupe des confédérations
5 auxerrois furent sélectionnés pour la Coupe des Confédérations 2003 ce qui est le record du club pour une phase finale. Ces 5 joueurs arrivèrent tous en finale et la France fut sacrée contre le Cameroun, totalement désemparé après la mort de Marc-Vivien Foé en demi-finale. 
| Coupe des Confédérations | Joueur                   | Pays     | Parcours  | Nb de matchs | Nb de buts |
| 2003                     | Jean-Alain Boumsong      | France   | Vainqueur | 1            | 0          |
| 2003                     | Djibril Cissé            | France   | Vainqueur | 4            | 1          |
| 2003                     | Olivier Kapo             | France   | Vainqueur | 4            | 1          |
| 2003                     | Philippe Mexès           | France   | Vainqueur | 2            | 0          |
| 2003                     | Jean-Joël Perrier-Doumbé | Cameroun | Finaliste | 3            | 0          |

### Football aux Jeux olympiques
Quatre auxerrois ont été sélectionnés pour les JO. Trois d'entre eux ont remporté une médaille. 
| JO   | Joueur          | Pays    | Parcours  | Nb de matchs | Nb de buts |
| 1984 | Patrice Garande | France  | Vainqueur | ?            | 1          |
| 1996 | Taribo West     | Nigeria | Vainqueur | ?            | ?          |
| 2000 | Pedro Reyes     | Chili   | 3e        | ?            | ?          |
| 2012 | Henri Ndong     | Gabon   | 1er tour  | 2            | 0          |
| 2024 | Madiou keita    | Guinée  | 1er tour  | 3            | 0          |
| 2024 | ousmane camara  | Guinée  | 1er tour  | 1            | 0          |

## Récompenses attribués par France Football
À la fin de chaque année, le magazine France Football décerne des récompenses dans de nombreux domaines. L'AJA a été plusieurs fois primée. 
- Club de l'année  (1) :
  - 1996 D1

- Joueur de l'année (1) :
  - 1992 : Alain Roche

- Entraîneur de l'année (4) :
  - 1996 : Guy Roux
  - 1988 : Guy Roux
  - 1986 : Guy Roux
  - 2010 : Jean Fernandez

- Dirigeant de l'année (1) :
  - 1983 : Jean-Claude Hamel

- Politique de jeunes (5) :
  - 2001
  - 1988
  - 1987
  - 1986
  - 1982

- Joueur étranger de l'année (3) :
  - 1990 : Enzo Scifo
  - 1982 : Andrzej Szarmach
  - 1981 : Andrzej Szarmach

- Révélation de l'année (7) :
  - 2002 : Olivier Kapo
  - 2001 : Djibril Cissé
  - 2000 : Philippe Mexès
  - 1992 : Gérald Baticle
  - 1987 : Éric Cantona
  - 1984 : Basile Boli
  - 1982 : Jean-Marc Ferreri

- Match de l'année (1) :
  - 1994 : AJ Auxerre - FC Nantes

- Politique de recrutement (1) :
  - 1993

- Entraîneur de division 2 (Ligue2) (2) :
  - 2024: Christophe Pélissier
  - 1979 : Guy Roux

- Club promotionnel (3) :
  - 1979
  - 1978
  - 1976

- Meilleur Club de Jeunes (8) :
  - Vainqueur : 1980, 1981, 1984, 1986, 1991, 1993, 1999, 2000.

## Récompenses attribués par l'UNFP
À la fin de chaque année, les Trophées UNFP du football décernent des récompenses dans de nombreux domaines. L'AJA a été plusieurs fois primée. 
- Meilleur entraîneur de Ligue 1 (2) :
  - 1996 : Guy Roux
  - 2010 : Jean Fernandez

- Meilleur espoir de Ligue 1 (2) :
  - 2002 : Djibril Cissé
  - 2003 : Lionel Mathis

- Équipe-type de Ligue 1 (5) :
  - 1998 : Stéphane Guivarc'h
  - 2003 : Johan Radet et Philippe Mexès
  - 2005 : Bonaventure Kalou
  - 2007 : Bacary Sagna

- Équipe-type de Ligue 2 (1) :
  - 2018 : Romain Philippoteaux

## Bilan des confrontations officielles l'AJ Auxerre face à ses clubs voisins

### Contre l'ESTAC
| Saison    | Compétition       | Tour/Journée          | Match          | Score    |
| 1977-1978 | Coupe de France   | 1/32e                 | Auxerre-Troyes | 0-1      |
| 1978-1979 | Division 2        | Groupe B, 7e journée  | Auxerre-Troyes | 0-0      |
| 1978-1979 | Division 2        | Groupe B, 23e journée | Troyes-Auxerre | 0-1      |
| 1996-1997 | Coupe de France   | 1/8e                  | Troyes-Auxerre | 1-0      |
| 1999-2000 | Division 1        | 15e journée           | Auxerre-Troyes | 0-1      |
| 1999-2000 | Division 1        | 31e journée           | Troyes-Auxerre | 2-0      |
| 2000-2001 | Division 1        | 4e journée            | Troyes-Auxerre | 1-0      |
| 2000-2001 | Division 1        | 20e journée           | Auxerre-Troyes | 2-2      |
| 2001-2002 | Division 1        | 10e journée           | Auxerre-Troyes | 1-3      |
| 2001-2002 | Division 1        | 26e journée           | Troyes-Auxerre | 1-2      |
| 2002-2003 | Ligue 1           | 3e journée            | Troyes-Auxerre | 1-2      |
| 2002-2003 | Ligue 1           | 21e journée           | Auxerre-Troyes | 1-0      |
| 2003-2004 | Coupe de la Ligue | 1/8e                  | Troyes-Auxerre | 0-3      |
| 2005-2006 | Ligue 1           | 11e journée           | Auxerre-Troyes | 3-0      |
| 2005-2006 | Ligue 1           | 29e journée           | Troyes-Auxerre | 1-1      |
| 2006-2007 | Ligue 1           | 17e journée           | Troyes-Auxerre | 3-3      |
| 2006-2007 | Ligue 1           | 35e journée           | Auxerre-Troyes | 1-0      |
| 2013-2014 | Ligue 2           | 12e journée           | Troyes-Auxerre | 2-0      |
| 2013-2014 | Ligue 2           | 30e journée           | Auxerre-Troyes | 0-0      |
| 2014-2015 | Ligue 2           | 6e journée            | Troyes-Auxerre | 1-2      |
| 2014-2015 | Ligue 2           | 24e journée           | Auxerre-Troyes | 0-1      |
| 2016-2017 | Ligue 2           | 18e journée           | Troyes-Auxerre | 1-1      |
| 2016-2017 | Coupe de France   | 1/32e                 | Auxerre-Troyes | 4-2 a.p. |
| 2016-2017 | Ligue 2           | 36e journée           | Auxerre-Troyes | 2-3      |
| 2018-2019 | Ligue 2           | 9e journée            | Troyes-Auxerre | 1-0      |
| 2018-2019 | Ligue 2           | 27e journée           | Auxerre-Troyes | 0-2      |
| 2019-2020 | Ligue 2           | 8e journée            | Auxerre-Troyes | 1-2      |
| 2019-2020 | Ligue 2           | 26e journée           | Troyes-Auxerre | 3-1      |
| 2020-2021 | Ligue 2           | 4e journée            | Auxerre-Troyes | 2-1      |
| 2020-2021 | Coupe de France   | 8ème tour             | Auxerre-Troyes | 1-0      |
| 2020-2021 | Ligue 2           | 22e journée           | Troyes-Auxerre | 3-1      |
| 2022-2023 | Ligue 1           | 14e journée           | Troyes-Auxerre | 1-1      |
| 2022-2023 | Ligue 1           | 29e journée           | Auxerre-Troyes | 1-0      |
| 2023-2024 | Ligue 2           | 7e journée            | Troyes-Auxerre | 1-2      |

### Contre le FC Gueugnon
| Saison    | Compétition       | Tour/Journée          | Match            | Score |
| 1974-1975 | Division 2        | Groupe A, 10e journée | Gueugnon-Auxerre | 2-1   |
| 1974-1975 | Division 2        | Groupe A, 26e journée | Auxerre-Gueugnon | 2-0   |
| 1975-1976 | Division 2        | Groupe B, 1re journée | Gueugnon-Auxerre | 1-0   |
| 1975-1976 | Division 2        | Groupe B, 34e journée | Auxerre-Gueugnon | 2-1   |
| 1976-1977 | Division 2        | Groupe A, 1re journée | Gueugnon-Auxerre | 0-1   |
| 1976-1977 | Division 2        | Groupe A, 34e journée | Auxerre-Gueugnon | 1-3   |
| 1978-1979 | Division 2        | Groupe B, 1re journée | Auxerre-Gueugnon | 2-0   |
| 1978-1979 | Division 2        | Groupe B, 34e journée | Gueugnon-Auxerre | 3-2   |
| 1979-1980 | Division 2        | Groupe B, 5e journée  | Auxerre-Gueugnon | 1-0   |
| 1979-1980 | Division 2        | Groupe B, 21e journée | Gueugnon-Auxerre | 4-1   |
| 1995-1996 | Division 1        | 2e journée            | Auxerre-Gueugnon | 4-0   |
| 1995-1996 | Division 1        | 20e journée           | Gueugnon-Auxerre | 0-0   |
| 2003-2004 | Coupe de la Ligue | 1/4e                  | Gueugnon-Auxerre | 0-1   |

### Contre le DFCO
| Saison    | Compétition       | Tour/Journée | Match         | Score    |
| 2011-2012 | Ligue 1           | 19e journée  | Auxerre-Dijon | 2-2      |
| 2011-2012 | Ligue 1           | 35e journée  | Dijon-Auxerre | 0-2      |
| 2012-2013 | Coupe de la Ligue | 2e tour      | Auxerre-Dijon | 2-1      |
| 2012-2013 | Ligue 2           | 12e journée  | Dijon-Auxerre | 0-1      |
| 2012-2013 | Ligue 2           | 30e journée  | Auxerre-Dijon | 0-0      |
| 2013-2014 | Ligue 2           | 9e journée   | Dijon-Auxerre | 1-0      |
| 2013-2014 | Coupe de France   | 1/16e        | Auxerre-Dijon | 3-2 a.p. |
| 2013-2014 | Ligue 2           | 27e journée  | Auxerre-Dijon | 2-2      |
| 2014-2015 | Ligue 2           | 4e journée   | Dijon-Auxerre | 1-0      |
| 2014-2015 | Ligue 2           | 22e journée  | Auxerre-Dijon | 3-0      |
| 2015-2016 | Ligue 2           | 17e journée  | Dijon-Auxerre | 0-0      |
| 2015-2016 | Ligue 2           | 35e journée  | Auxerre-Dijon | 2-0      |
| 2021-2022 | Ligue 2           | 16e journée  | Dijon-Auxerre | 3-1      |
| 2021-2022 | Ligue 2           | 34e journée  | Auxerre-Dijon | 2-1      |

## Statistiques et records des équipes réserves de l'AJ Auxerre

### Palmarès des équipes réserves et de jeunes de l'AJ Auxerre
L'AJ Auxerre misant beaucoup sur la formation des jeunes joueurs, elle a obtenu de nombreux titres dans les compétitions de jeunes. Le club est recordman des victoires en Coupe Gambardella avec sept victoires

#### Équipe B
- Championnat de France amateur (CFA) 
  - Vainqueur : 1999.
  - Finaliste : 1998.

- Championnat de France amateur 2 (CFA 2)
  - Vainqueur : 2015.

- Championnat de France de Troisième Division
  - Vainqueur : 1984, 1986, 1988, 1990, 1992.
  - Finaliste : 1985, 1991, 1993.

- Division Honneur-Bourgogne
  - Vainqueur : 1977.

#### Finales de l'AJ Auxerre enCoupe Gambardella
- Vainqueur : 1982, 1985, 1986, 1993, 1999, 2000, 2014.
- Finaliste : 1991, 2007.

- 1981-1982 Vainqueur de la Coupe Gambardella[8]

Monate, Lemarre, Henriot, Julien Renault, Gomez, Papeau, Ferreri, Jacquet, Geraldes, Patrick Volkaert, Gendreau, Zaccardi, Moutarde, Pierre. 
Entraîneur : Daniel Rolland. 
- 1984-1985 Vainqueur de la Coupe Gambardella[9]

Charbonnier, Prunier, Cantona, Monier, Guerreiro, Vahirua, Khirat, Meilley, R. Boli, Messager, Darras, Villa, Dutuel. 
Entraîneur : Daniel Rolland. 
- 1985-1986 Vainqueur de la Coupe Gambardella[10]

Charbonnier, Khirat, Saclier, Villa, Dekergret, Vignola, Guerreiro, Darras, Mazzolini, B. Boli, Dutuel, Prunier. 
Entraîneur : Daniel Rolland. 
- 1990-1991 Finaliste de la Coupe Gambardella

Cool, Goma, C. Rémy, Iakovlev, Diomède, Kaba, Nalis, Laire, Guéret, André, Garos, Martin. 
Entraîneur : Daniel Rolland. 
- 1992-1993 Vainqueur de la Coupe Gambardella

Le Crom, Cottet, Emard, Simier, Danjou, Assati, Dujeux, Périatambée, Gourlay, Radet, Garos, Diomède. 
Entraîneur : Daniel Rolland. 
- 1998-1999 Vainqueur de la Coupe Gambardella

Sopalski, Bakour, Virlogeux, Suriano, Mouny, Cochet, Hatchi, Lecacheur, Surrier, Cissé, Mexès, Mathis, Kamata. 
Entraîneur : Alain Fiard.
- 1999-2000 Vainqueur de la Coupe Gambardella

Chabert, Nevers, Mexès, Llop, J. Ratinet, Girard, M'Bock, Suriano, Leroy, Lecacheur, Cochet, Sabatier, Berthe. 
Entraîneur : Alain Fiard.
- 2006-2007 Finaliste de la Coupe Gambardella

Denis Petric, Marc Fachan (en), Azrack Mahamat, Jérémy Messiba (en), Delson Banda-Longandja, Charlie Abraham, Delvin Ndinga, Maxime Jasse (en), Modeste Gnakpa (en), Loïc Puyo, Vincent Acapandié (en), Alain Traoré, Lynel Kitambala. 
Entraîneur : Gérald Baticle.
- 2013-2014 Vainqueur de la Coupe Gambardella

1.Xavier Lenogue, 2. Timi Bouvier, 4.Kenji-Van Boto, 5. Chihab Falatt, 3. Steven Bakeba, 6.Loïc Goujon, 10. Samed Kilic, 8. Moussa Diallo, 11. Grégory Berthier (14. Grégory Soupramanien, 90e), 9. Romain Montiel, 7. Francois Xavier Fumu Tamuzo. 
Remplaçants : 12. Louis Semence, 13. Noam Trabe, 15.Sabri Hattab, 16 Axel Salhi ;
Entraîneur : Johan Radet.

#### Équipe C
- Championnat de France de amateur 2 (CFA 2)
  - Vainqueur : 1994, 1996.
  - Finaliste : 1997.

- Championnat de France de Quatrième Division
  - Vainqueur : 1985.

- Division Honneur-Bourgogne 
  - Vainqueur : 1979.

#### Équipe D
- Division Honneur-Bourgogne
  - Vainqueur : 2006
- Coupe de Bourgogne
  - Vainqueur : 2001, 2002, 2003, 2006.

#### Jeunes
- Coupe Gambardella : vainqueurs en 1982, 1985, 1986, 1993, 1999, 2000, 2014 finaliste en 1991, 2007.
- Championnat de France des moins de 19 ans : vainqueur en 2012
- Championnat de France des 16 ans : vainqueur en 2003, finaliste en 2007
- Championnat de France des moins de 17 ans : vainqueur en 1994, finaliste en 1991.
- Championnat de France des moins de 15 ans : vainqueurs en 1991, 1996, finaliste en 1992, 2002.
- Championnat de France national des cadets : vainqueurs en 1983, 1984, 1987, finaliste en 1986.

- 18 ans Ligue A : champion en 2007.
- 15 ans Ligue A : champion en 2007.
- 15 ans Ligue B : champion en 2007.
- 13 ans Ligue A : champion en 2007 (88 points, 226 buts marqués et 4 buts encaissés).

- 14 ans fédéraux : champion en 2007.

- Championnat de Bourgogne 15 ans PH : vainqueur en 2007.
- Championnat de Bourgogne 13 ans PH : vainqueur en 2007.